# Malcolm Christie
Malcolm Neil Christie (* 11. April 1979 in Stamford) ist ein ehemaliger englischer Fußballspieler. Der Stürmer war bekannt für seine Zeit zwischen 1998 und 2003 in der Premier League für Derby County, wo er zumeist um den Klassenerhalt spielte. Nach dem Abstieg der „Rams“ versuchte er beim FC Middlesbrough sich erneut in der höchsten englischen Spielklasse zu beweisen, musste jedoch zahlreichen Verletzungen Tribut zollen und beendete im Alter von 29 Jahren seine aktive Laufbahn.

## Sportlicher Werdegang
Christies Fußballerkarriere begann bescheiden im Amateurfußball, nachdem er bei dem nahe gelegenen Profiklub Peterborough United abgelehnt worden war. Stattdessen arbeitete er in einem Somerfield-Supermarkt und spielte zunächst bei kleineren Vereinen, wie den Deeping Rangers in Market Deeping und Nuneaton Borough. Von dem zuletzt genannten Klub wechselte er Ende Oktober 1998 für eine Ablösesumme von 50.000 Pfund zu Derby County, wobei sich Nuneaton eine Weiterverkaufserlösbeteiligung von 20 Prozent zusichern ließ. Bei den „Rams“, die in der Premier League spielten, war Christie vordergründig für die Reserveelf vorgesehen. Da er jedoch schon bald als Torjäger und durch Schnelligkeit auffiel, debütierte er Ende Januar 1999 per Einwechslung zur zweiten Halbzeit gegen Sheffield Wednesday (1:0) für die erste Mannschaft. Auf seinen ersten Einsatz in der Startelf musste er sich fortan weiter gedulden. Als sich ihm am 15. Januar 2000 diesbezüglich seine erste Bewährungschance bot, zahlte er das Vertrauen zurück und steuerte zwei Tore zum 4:1-Auswärtssieg gegen den FC Middlesbrough bei. Insgesamt gelangen ihm fünf Treffer in 22 Ligapartien im Verlauf der Saison 1999/2000. Er ließ in der Spielzeit 2000/01 12 Pflichtspieltore folgen, was eine beachtliche Quote war, da sich Derby County gegen den Abstieg stemmte und mit insgesamt nur 37 Ligatreffern Offensivprobleme offenbart hatte. Höhepunkt war sein 1:0-Siegtreffer am vorletzten Spieltag bei Manchester United, womit der Klassenerhalt perfekt gemacht wurde. Als Anerkennung war er ab Ende der Saison 1999/2000 für Länderspiele in die englische U-21-Auswahl berufen worden und Teil des Kaders für die U-21-Fußball-Europameisterschaft in der Slowakei – diese endete bereits in der Gruppenphase. Erst nach dem Turnier kam er selbst zum Einsatz und nach seinem Debüt gegen Finnland (2:2) am 10. Oktober 2000 per Einwechslung in den Schlussminuten sammelte er noch zehn weitere U-21-Länderspiele an erzielte dabei drei Treffer gegen Mexiko, die Niederlande und Griechenland. In der nächsten Saison 2001/02 fand sich Christie erneut im Abstiegskampf wieder und konnte diesen nunmehr als Vorletzter in der Abschlusstabelle nicht ein weiteres Mal abwenden. Im Anschluss wurde über einen Transfer mit zahlreichen Erstligisten debattiert, aber Christie blieb den Rams zunächst in der zweiten Liga treu.
Ende Januar 2003 zog Christie dann doch weiter „im Paket“ mit Chris Riggott zum FC Middlesbrough, wobei sein Transferwert auf 1,5 Millionen Pfund taxiert wurde. Im Verlauf seiner knapp viereinhalb Jahre bei „Boro“ absolvierte er 116 Premier-League-Partien, stand dabei 90 Mal in der Startelf und schoss 30 Tore. In den restlichen Partien der Saison 2002/03 hatte er dabei noch vier Tore beigesteuert und so auf eine erfolgreiche Fortsetzung der Karriere als Premier-League-Profi vertraut. Er brach sich jedoch im November 2003 das Bein und fiel damit für den Rest der Spielzeit 2003/04 aus und verpasste somit auch den 2:1-Endspielsieg im Ligapokal gegen die Bolton Wanderers. Auch in der Saison 2004/05 verfolgte ihn das Pech und nach einem Comeback-Versuch im September 2004 sorgte eine Fußverletzung für einen nächsten Rückschlag, so dass in dieser Saison nur drei Pflichtspieleinsätze zu Buche standen. Am 25. Oktober 2006 erhielt er unter dem Trainer Gareth Southgate auswärts gegen Aston Villa nach längerer Zeit eine Nominierung für die Startelf und Christie gelang ein Treffer zum 1:1-Remis. Dennoch standen die Anzeichen auf Abschied und so endete Christies Engagement in Middlesbrough nach dem Ende der Vertragslaufzeit im Juni 2007.
Christie versuchte sich ab September 2007 bei Hull City zu empfehlen, aber die zweimonatige Probezeit mündete nicht in einen neuen Profivertrag. Ein Angebot zur Saisonmitte vom Fünftligisten Burton Albion, der von Nigel Clough trainiert wurde, schlug Christie selbst aus. Etwas mehr versprach er sich, als er ab Januar 2008 bei Leeds United vorspielte. Eine Verletzung sorgte zunächst für ein Ende eventueller Planspiele, aber nachdem er weiter das Trainingsgelände in Leeds genutzt hatte und sich genesen meldete, erhielt er Mitte Oktober 2008 die Gelegenheit, seine Fitness in der Reservemannschaft unter Beweis zu stellen. Cheftrainer Gary McAllister nahm ihn anschließend unter Vertrag und setzte ihn im folgenden Monat im FA Cup auswärts gegen Northampton Town (5:2) ein. Am 28. Dezember 2008 schoss er gegen Stockport County (3:1) sein erstes Tor für den Drittligisten. Es sollte jedoch sein letztes bleiben. Als McAllister schließlich durch Simon Grayson ersetzt wurde, eröffnete dieser Christie im Januar 2009, dass er nicht mehr Teil der sportlichen Planung sei.
Aufgrund seiner zunehmenden gesundheitlichen Probleme, vor allem zuletzt eine Wirbelsäulenverletzung, beendete Christie auf ärztliches Anraten die aktive Karriere Anfang 2009. Nach dem Fußball nahm er eine neue Tätigkeit im Vertrieb des Autoherstellers Jaguar auf.